# Bandeira de Astorga (Paraná)
A Bandeira de Astorga é um dos símbolos oficiais do município de Astorga (Paraná), instituída pela Lei Nº 632/72-E, de 8 Maio de 1975. A bandeira municipal é de autoria do heraldista e professor Arcinoé Antonio Peixoto de Faria, da Enciclopédia Heráldica Municipalista.

## Descrição
A bandeira do município é composta pelo brasão, aplicado na bandeira, que representa o Governo Municipal. O triângulo isósceles amarelo representa a própria cidade-sede do município. A faixa amarela central carregada de sobre-faixa vermelha representa a irradiação do Poder Municipal que se expande a todos os quadrantes de seu território. Já as faixas externas azuis representam as propriedades rurais existentes do município. 